# Pachanga (Band)
Pachanga ist eine zweiköpfige Reggaetongruppe aus San Juan, Puerto Rico.

## Werdegang
Die 2004 gegründete Gruppe bestand aus Jay del Alma (* 27. Oktober 1980 in Brasilien) und Rico Caliente (* 1976 in Spanien). Berühmt wurden sie durch ihren Hit Loco, welcher 2005 Platz 17 der deutschen Single-Charts und Platz 1 der MTV-Klingeltoncharts erreichte. Mehrere Top-Ten-Platzierungen, besonders in Osteuropa, folgten. Mit der 2006 erschienenen Single Close to You, welche Platz 16 erreichte, konnten sie an ihren Erfolg anknüpfen. 2009 kam Jay del Alma mit seiner Solosingle Mi corazón (eine Coverversion des Heinz-Rudolf-Kunze-Hits Dein ist mein ganzes Herz) in die deutschen Charts.
Rico Caliente verließ die Band und eine vierjährige Pause folgte. Der Chilene MC Sesman (* 1984 in Chile) ersetzte fortan Rico Caliente und zusammen nahmen sie 2015 das Album "La Era Positiva" auf, auf welchem Features von Massari und Nyanda (von der Gruppe Brick & Lace) enthalten sind.

## Diskografie

### Pachanga
- 2005: Loco
- 2006: Close to You
- 2006: Recontra locos latinos (Album)
- 2007: I Don’t Like Reggae-Ton
- 2008: La revolucion de pura raza (Album)
- 2008: Calienta

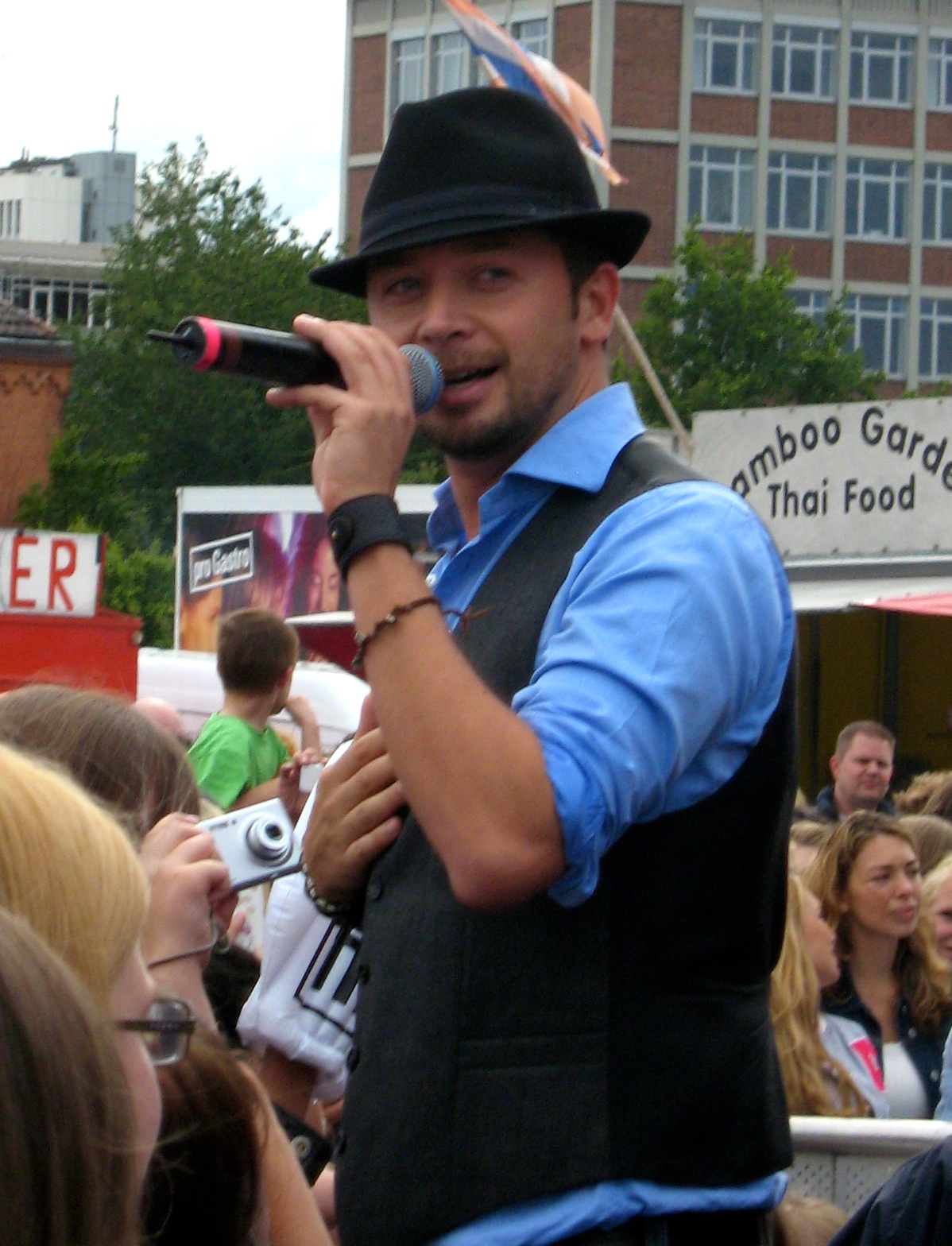
Jay del Alma (2011)

- 2011: M.P.3 (Part One) – Mas Pachanga Tres (Album)
- 2011: M.P.3 (Part Two) - Mas Pachanga Tres (Album)
- 2015: Vida Positiva
- 2015: La Noche Entera (feat. Massari)
- 2015: La Era Positiva (Album)
- 2016: Latino En New York
- 2016: Dale Pa’lante (feat. DJ Polique)
- 2017: Toma (feat. Angitu)
- 2017: Enamorado De Ti (Bootleg)
- 2018: Sudamericana (feat. Andra)

### Soloveröffentlichungen von Jay del Alma
- 2009: Mi corazòn
- 2010: Bésame
- 2010: De mi corazón – Best of Deutsche Hits im Latin Style (Album)
- 2013: ¿cómo estás? – Best of Deutsche Hits im Latin Style – Vol. 2 (Album)
- 2013: ¿sexy cómo estás?